# ベッラ (ポテンツァ県)
ベッラ（イタリア語: Bella）は、イタリア共和国バジリカータ州ポテンツァ県にある、人口約5,000人の基礎自治体（コムーネ）。

## 地理

### 位置・広がり

#### 隣接コムーネ
隣接するコムーネは以下の通り。
- アテッラ
- アヴィリアーノ
- バルヴァーノ
- バラジャーノ
- ムーロ・ルカーノ
- ルオーティ
- サン・フェーレ

## 行政

### 分離集落
ベッラには、以下の分離集落（フラツィオーネ）がある。
- Scalo Bella-Muro, Re Pupillo, San Cataldo, Sant'Antonio Casalini